# Bring Us Together
«Bring Us Together» (en español, «Júntanos» o «Unirnos») fue un eslogan político popularizado después de la elección del candidato republicano Richard Nixon como presidente de los Estados Unidos en las elecciones de 1968. El texto se deriva de un letrero que Vicki Lynne Cole, de 13 años, declaró que había llevado en el mitin de Nixon en su ciudad natal de Deshler, Ohio, durante la campaña.
Richard Moore, un amigo de Nixon, dijo a los redactores de discursos del candidato que había visto a una niña con un cartel que decía «Bring Us Together» en el mitin de Deshler. Los redactores de discursos, incluido William Safire, comenzaron a insertar la frase en los discursos del candidato. Nixon mencionó el mitin de Deshler y el letrero en su discurso de victoria el 6 de noviembre de 1968, adoptando la frase como la representación del objetivo inicial de su administración: reunificar al país dividido. Cole se presentó como la persona que portaba el letrero y fue objeto de una intensa atención de los medios.
Nixon invitó a Cole y su familia a la investidura presidencial, y ella apareció en una carroza en el desfile inaugural. Los demócratas utilizaron irónicamente la frase cuando Nixon propuso políticas con las que no estaban de acuerdo o se negaban a apoyar. Cole se negó a comentar sobre la renuncia de Nixon en 1974, pero posteriormente expresó su simpatía por él. En columnas de periódicos escritas en sus últimos años antes de su muerte en 2009, Safire expresó sus dudas de que el letrero de Cole hubiera realmente existido alguna vez.

## Antecedentes
La campaña presidencial de 1968 fue una de las más reñidas en la historia de los Estados Unidos. Situada entre las divisiones nacionales sobre la guerra de Vietnam, la política social y en el contexto de disturbios y asesinatos, ninguna de las campañas hizo de sanar las divisiones un tema importante: un eslogan temprano del candidato demócrata Hubert Humphrey, «United with Humphrey» («Unidos con Humphrey») había ha sido desechado. El presidente en ejercicio, el demócrata Lyndon B. Johnson (a menudo llamado LBJ) podría brindarle poco apoyo a Humphrey debido a su propia impopularidad.
En 1968, los candidatos estaban atrayendo al electorado a través de la televisión, en lugar de a través de recorridos en tren con paradas. No obstante, Nixon los había incluido en sus pasadas campañas nacionales: había interrumpido una de esas giras en 1952 para pronunciar el «discurso Chequers», y en 1960 se había detenido en Deshler. La aldea rural de Ohio, a unas 45 millas (72 km) al suroeste de Toledo, era popular entre los candidatos presidenciales que se detenían cuando dos líneas principales de la línea ferroviaria de Baltimore y Ohio se cruzaban allí; otros candidatos que habían sido visitantes en busca de votos incluían a Al Smith, Harry S. Truman y Barry Goldwater. Los votantes de Deshler responderían en 1968 dándole a Nixon una abrumadora mayoría de sus votos.

## Mitin y cartel

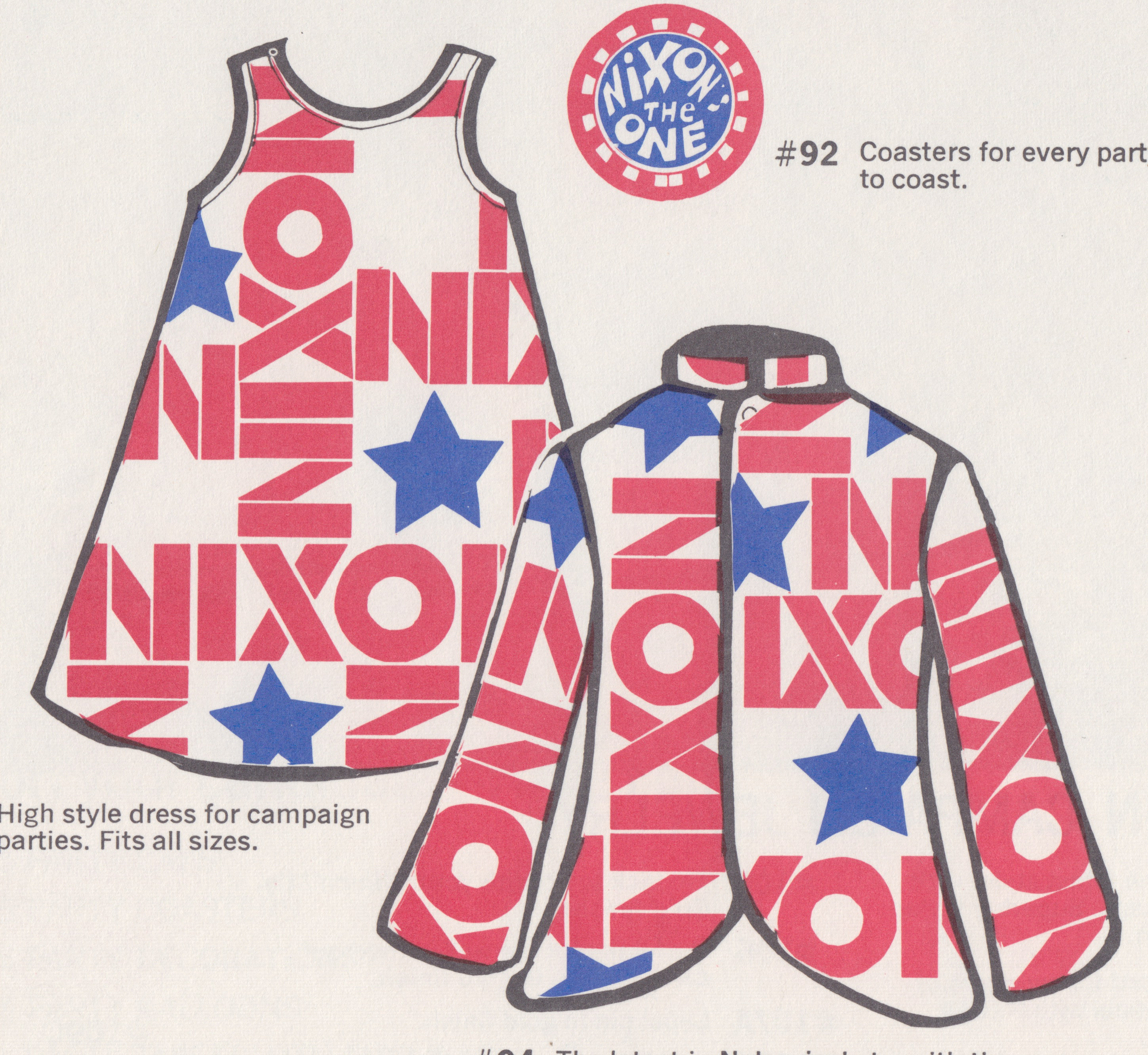
Vestido «Nixonette» (a la izquierda).

Cole cursaba el octavo grado en Deshler; su padre era el ministro metodista local, mientras que su madre enseñaba tercer grado. El 22 de octubre de 1968, el día de la parada de Nixon en Deshler, Cole asistió a clase como de costumbre. Durante la sesión de la mañana, una de sus maestras anunció que todas las niñas interesadas en ser «Nixonettes» (niñas a las que se les pide que animen y brinden atmósfera en el mitin de Nixon) deben presentarse en la estación de bomberos después de la escuela. Cole lo hizo, junto con su amiga, Rita Bowman, y las niñas recibieron vestidos rojos, blancos y azules de papel (para usar sobre otras prendas) y carteles. El letrero de Cole decía «L.B.J. Convinced Us—Vote Republican» («L.B.J. nos convenció: vote por los republicanos»).
Esa tarde, Cole asistió al mitin, vistiendo su vestido y sosteniendo su cartel. El tren de Nixon se detuvo y la policía bajó la cuerda que mantenía a la multitud alejada de las vías. En las entrevistas, Cole relató que cuando la multitud avanzó, dejó caer su letrero en medio de los estirones y empujones. Cole dijo: «Quería un letrero que sostener. Había perdido mi propio letrero y mientras la multitud avanzaba mientras el tren se acercaba, vi este letrero tirado en la calle y lo levanté y lo sostuve en alto, esperando que el Sr. Nixon lo vería».
Nixon pronunció un discurso desde la plataforma trasera del tren. Elogió el tamaño de la multitud y dijo: «Hay cuatro veces más personas aquí que las que viven en la ciudad y más que las que estaban aquí en 1960». El candidato afirmó que aunque su oponente, el vicepresidente Humphrey, afirmó que los estadounidenses nunca lo habían tenido tan bien, debería decírselo al agricultor. Nixon se comprometió a prestar especial atención a los problemas agrícolas y convertiría al secretario de agricultura en un defensor de los agricultores en la Casa Blanca. Prometió restablecer el orden: «El derecho civil más importante es el derecho a estar libre de la violencia [local]». Señaló los muchos jóvenes en la multitud, diciendo: «Los jóvenes estadounidenses saben que su futuro está en juego. Ellos no quiero cuatro años más de lo mismo». Recordó que su padre era oriundo de Ohio: «¡Sus raíces están aquí y las mías también!». Mientras Nixon hablaba, Cole lo observó y pensó que era un buen hombre de familia, que se veía cálido y amistoso y que se parecía mucho a como ella esperaba que fuera. Más tarde declaró que ni siquiera miró el letrero hasta que un compañero de clase se burló de ella, quien sugirió que el letrero «Bring Us Together Again» («Reúnanos de nuevo») era sobre chicos, no sobre política. Se quedó con el vestido, pero le dijo a los medios que tiró el letrero.

## Discursos e investidura de Nixon

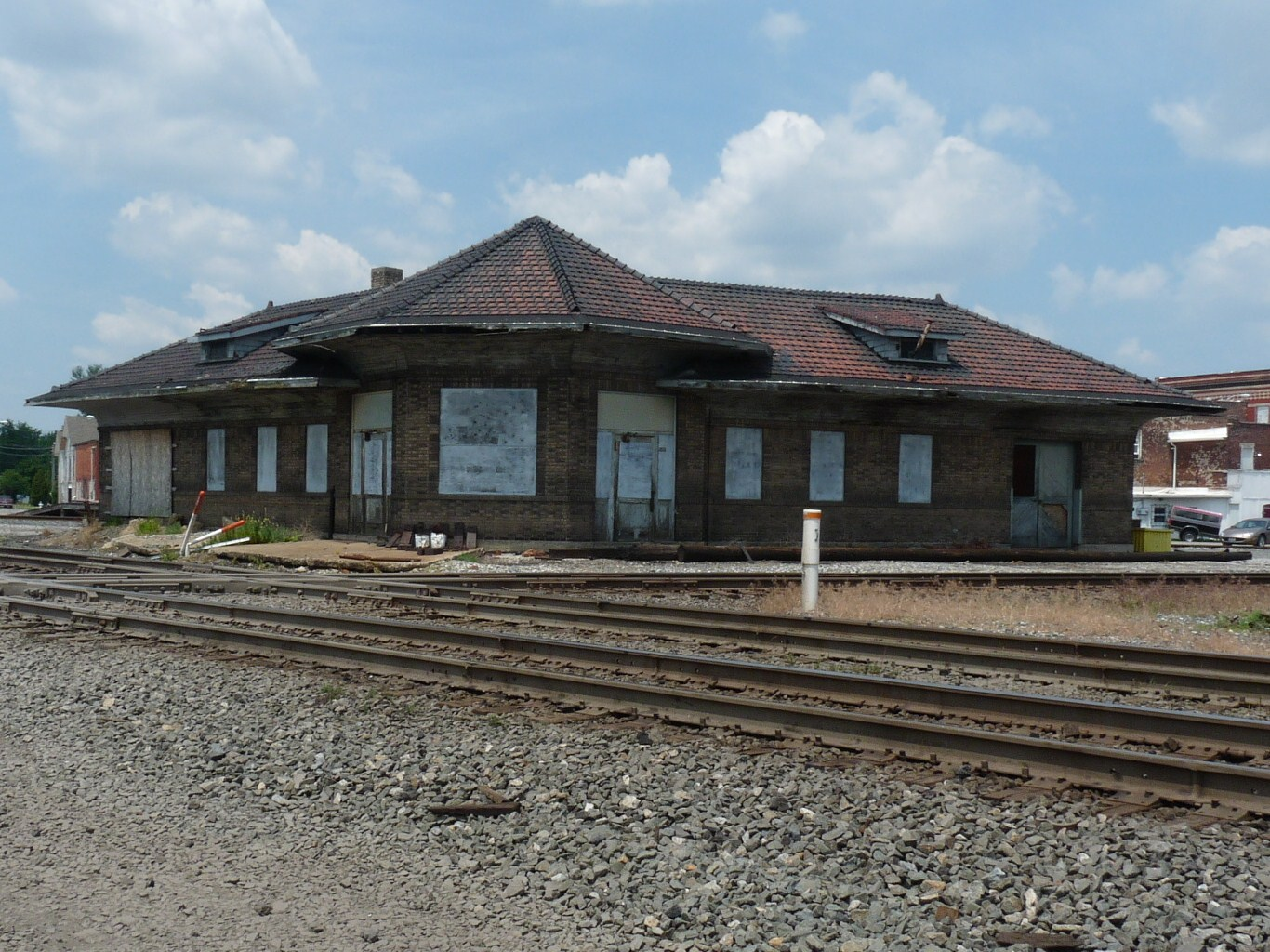
La estación de ferrocarril de Deshler, fotografiada en 2009.

Un amigo del candidato, Richard Moore, le había dicho al redactor de discursos de Nixon, William Safire, que bajó del tren en las paradas de la campaña para mezclarse con la multitud y buscar elementos de color local para que los usaran los redactores de discursos. Safire declaró en su libro sobre los primeros días de la administración Nixon (publicado originalmente en 1975) que en Deshler, «Moore subió al tren con esa mirada mística que tiene un escritor cuando tiene algo delicioso para trabajar, una pieza de color que podría ser más que un truco». Según Safire en una columna de 2007, Moore asomó la cabeza en el compartimento ocupado por los redactores de discursos de Nixon y dijo: «Hay una niña pequeña con un letrero escrito a mano que creo que dice ‘Bring Us Together’». Safire escribió en esa columna que insertó la frase en los comentarios de Nixon para el discurso que se daría en la siguiente parada.
Nixon usó la frase al concluir un mitin en el Madison Square Garden de Nueva York el 31 de octubre de 1968. Recordando la visita a Deshler, el candidato republicano declaró: «Había muchos carteles como los que veo aquí. Pero un cartel sostenido por un adolescente decía, 'Júntenos de nuevo'. Amigos míos, es necesario unir a Estados Unidos». Sin embargo, el uso de la frase por parte de Nixon recibió poca cobertura hasta después de las elecciones. Los funcionarios escolares de Deshler se enteraron del discurso y preguntaron a los estudiantes sobre el letrero, pero ningunó asumió responsabilidad por el mismo.
Safire incluyó el incidente en un borrador de declaración de victoria, que Nixon analizó antes de dirigirse a la nación como presidente electo. En su discurso de victoria del 6 de noviembre, Nixon recordó el letrero:

I saw many signs in this campaign, some of them were not friendly; some were very friendly. But the one that touched me the most was one that I saw in Deshler, Ohio, at the end of a long day of whistle-stopping. A little town. I suppose five times the population was there in the dusk. It was almost impossible to see, but a teenager held up a sign, "Bring Us Together." And that will be the great objective of this administration at the outset, to bring the American people together.
Vi muchos carteles en esta campaña, algunos de ellos no eran amistosos; algunos fueron muy amables. Pero el que más me conmovió fue el que vi en Deshler, Ohio, al final de un largo día de paradas. Un pueblito. Supongo que cinco veces la población estaba allí al anochecer. Era casi imposible de ver, pero un adolescente sostuvo un cartel que decía «Júntenos». Y ese será el gran objetivo de esta administración desde el principio, unir al pueblo estadounidense.

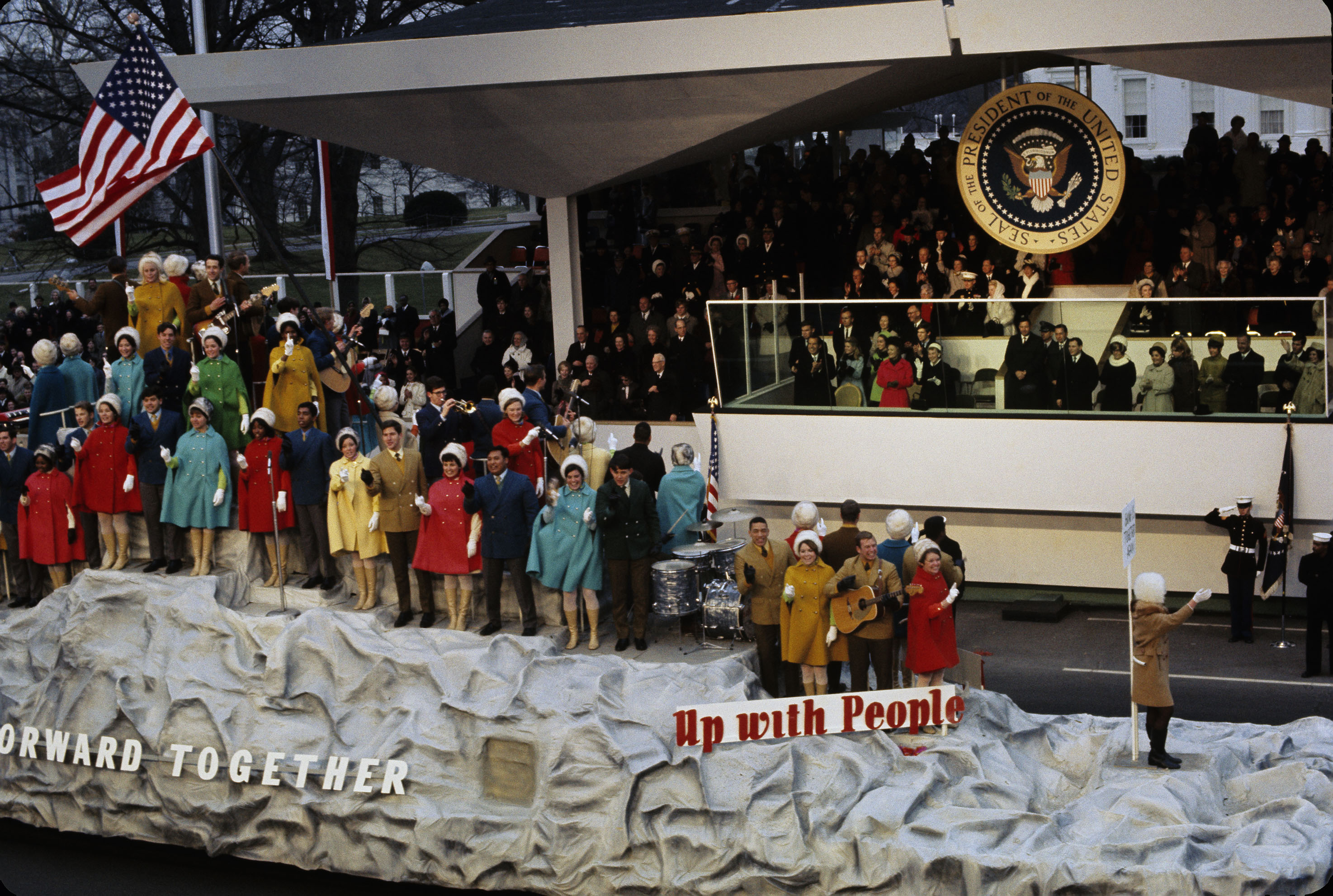
Vicki Lynne Cole (derecha) con su letrero «Bring Us Together Again» en una carroza temática.

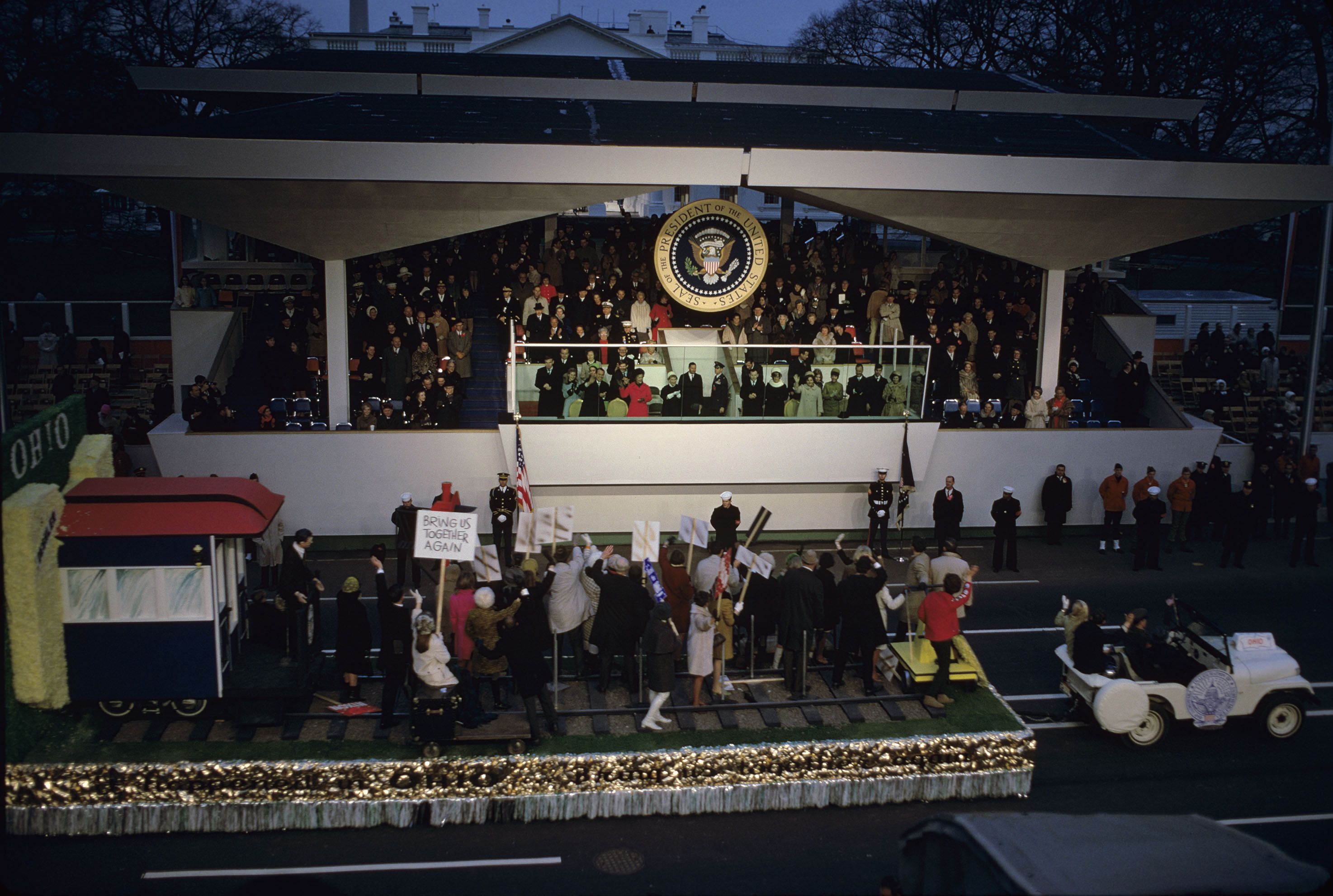
La carroza de Ohio, recreando la visita de Nixon a Deshler, pasando por el puesto de revisión presidencial.

La reconciliación entre el pueblo estadounidense también fue un tema de la declaración de concesión de Humphrey. «He hecho todo lo posible. He perdido, el señor Nixon ha ganado. El proceso democrático ha hecho su voluntad, así que ahora sigamos con la urgente tarea de unir a nuestro país».
Los funcionarios escolares volvieron a preguntar a los estudiantes sobre el letrero después de que Nixon mencionara su visita a Deshler en su discurso de victoria, y esta vez Cole se presentó. Afirmó que no lo había hecho antes porque no había escrito el letrero. Reporteros entrevistaron a la niña en la oficina del director. Cole dijo que sentía que Nixon era quien podía unir al país nuevamente. Ser entrevistada por reporteros de Washington, Nueva York y Chicago, indicó, era más divertido que sentarse en una clase de historia. El Toledo Blade investigó el asunto, pero no pudo determinar quién hizo el letrero, o qué pasó después de que Cole lo descartara. John Baer, jefe de policía del pueblo, declaró: «Creo que esto tiene que ser lo más importante que haya sucedido por aquí». Paul Scharf, editor de Deshler Flag, declaró que no creía que el misterio del origen o el destino del letrero alguna vez se aclararía. Safire dijo que Moore le dijo que el letrero se destacaba como obviamente hecho a mano y no producido por la campaña local de Nixon.
Ya el 7 de noviembre, el Northwest Signal, el periódico local de la cercana Napoleón, Ohio, informó que los comerciantes de Deshler estaban considerando tomar una colección para enviar a Cole a Washington; al día siguiente, el periódico publicó un editorial que ella, junto con quienquiera que realmente hizo la señal, ser enviado a Washington para ver la investidura presidencial. El 19 de noviembre de 1968, el asistente especial de campaña y asesor de Nixon desde hace mucho tiempo, Murray Chotiner, propuso invitar a la familia Cole a la investidura y que Vicki Cole montara la carroza temática. Posteriormente, el presidente electo invitó a Cole y a su familia a asistir a la investidura, la familia fue llevada a Washington por el Comité Inaugural. Vicki Cole llevó una recreación de su cartel en la carroza temática en el desfile inaugural.
Carla Garrity, una niña de 14 años de Burbank, California, se opuso a la invitación de Cole a la investidura alegando que Cole no había hecho nada para merecerlo. En una carta a su congresista, Ed Reinecke, Garrity declaró que había trabajado muy duro para Nixon y otros candidatos republicanos: «Por lo tanto, estoy muy en contra de esa niña de 13 años en Ohio que sostenía el letrero 'Bring us Together' fue invitada a la inauguración. ¡Ni siquiera la leyó ni la escribió!». Reinecke reenvió la carta al asistente de Nixon, John Ehrlichman, con el comentario: «Sospecho que la reacción de Carla puede ser compartida por otros jóvenes que trabajaron en la campaña de Nixon». El asistente de Nixon, Charles E. Stuart, respondió a Reinecke, diciendo: «Vicki Lynne ha sido invitada a la inauguración no porque lleve el letrero, o incluso porque hizo el letrero, sino porque el letrero que ella llevó resultó ser una inspiración para el Sr. Nixon» y expresó su confianza en que la invitación sería bien recibida por otros jóvenes partidarios de Nixon.

## Uso político y consecuencias

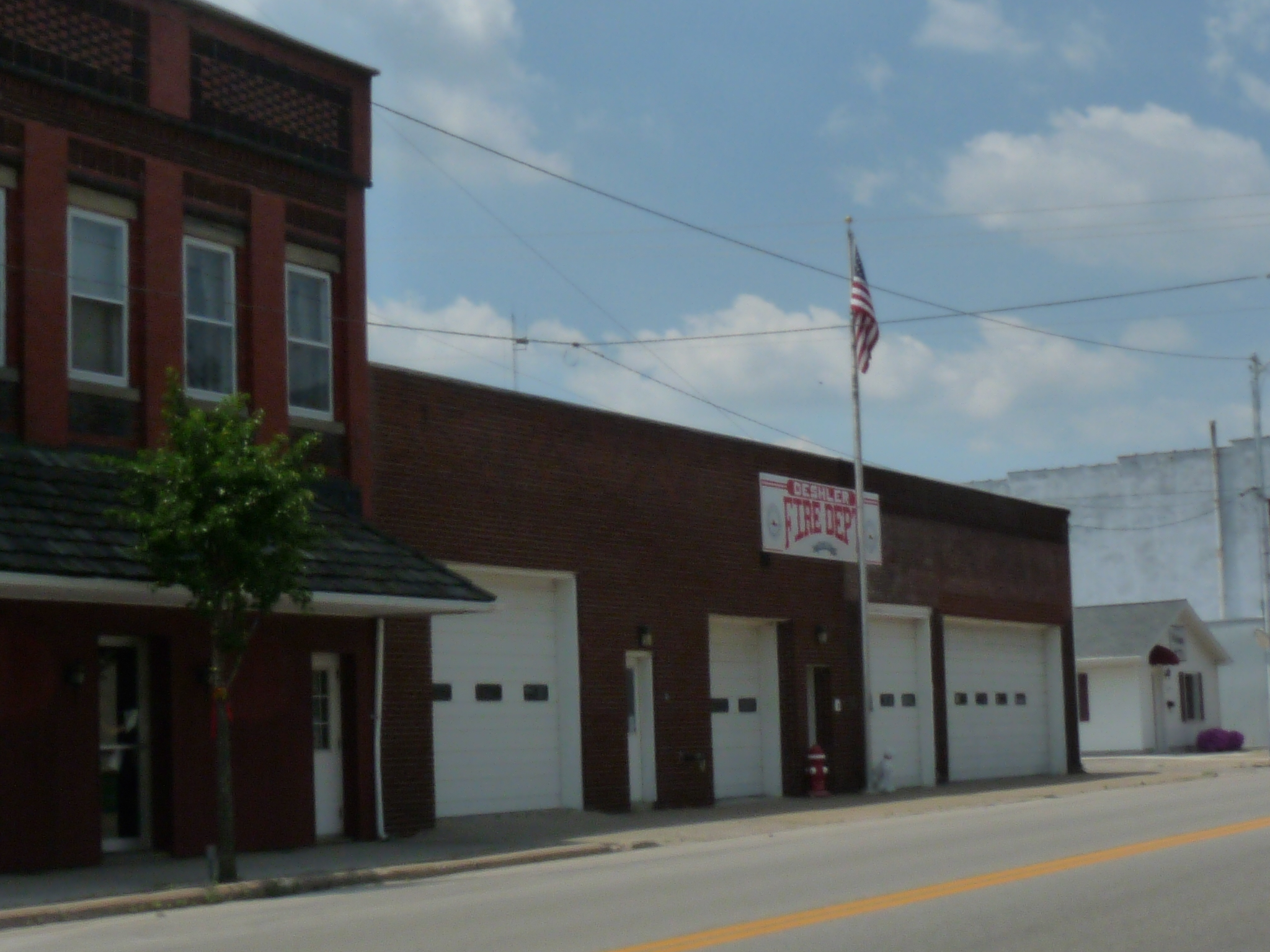
El departamento de bomberos de Deshler, Ohio, donde se reunieron las «Nixonettes».

El Comité Inaugural quiso adoptar «Bring Us Together» como el tema inaugural, horrorizando a Safire, quien dijo: «Ese no era el tema de la campaña». Safire y otros asistentes sintieron que la administración debería buscar avanzar en su agenda, en lugar de buscar un consenso sobre la política, y el jefe de gabinete designado de la Casa Blanca, H. R. Haldeman, pudo cambiar el tema a «Forward Together» («Adelante juntos»). Sin embargo, la frase «Bring Us Together» fue lanzada en la cara de la administración de Nixon por los demócratas cada vez que se propuso algo divisivo, y Leon Panetta lo utilizó como título de un libro revelador después de ser despedido de la administración Nixon por disentir de la «estrategia sureña» de la Casa Blanca sobre la política de derechos civiles. Según Safire, el uso de la frase contra Nixon muestra un eslogan que evoca emoción puede cortar en ambos sentidos.

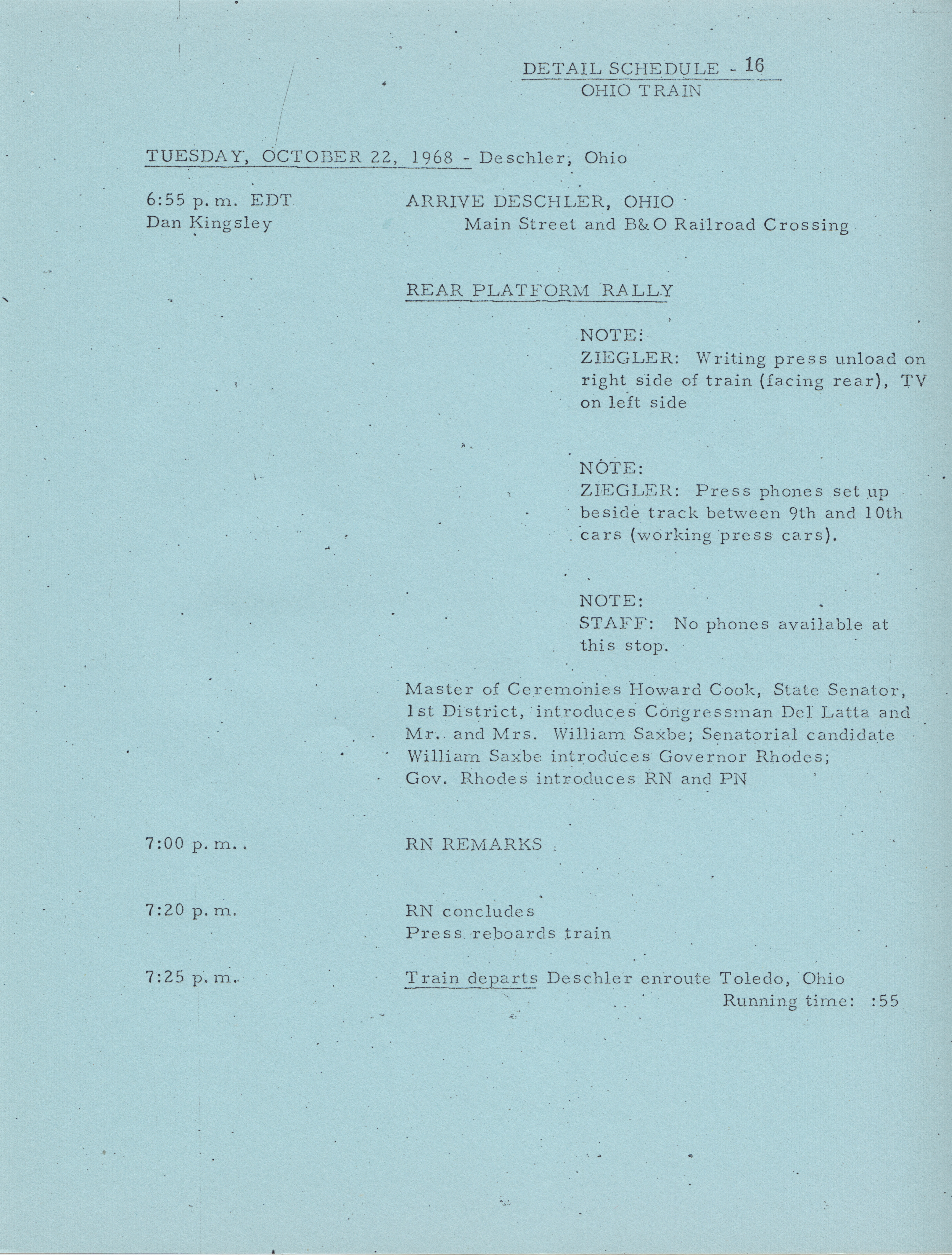
Programa de la campaña de Nixon para la parada en «Deschler».

Los asesores de Nixon negaron que hubiera abandonado el deseo de unir al pueblo estadounidense. Sin embargo, estaban divididos entre aquellos que buscaban la unidad nacional y aquellos, como el director de campaña y el fiscal general John N. Mitchell, que sentían que Nixon debería concentrarse en mantener a los votantes que habían votado por él, y debería intentar ganar los votantes que habían favorecido al candidato de tercer partido, el gobernador de Alabama George Wallace, como clave para la reelección en 1972. Según Safire, después de asumir el cargo, Nixon y sus asesores decidieron que no necesitaba unir al país, sino que solo necesitaba trabajar para asegurar su reelección apelando a los votantes que no eran hostiles a Nixon y sus políticas; se les conoció como la mayoría silenciosa. El historiador Stanley Kutler sugirió en su libro sobre la administración Nixon que las políticas de Nixon ampliaron las divisiones en Estados Unidos, pero que la nación finalmente se unió al final de su presidencia, pero para rechazar a Nixon y exigir su destitución.
A finales de 1970, Vicki Cole indicó en una entrevista que Nixon estaba haciendo lo mejor que podía. Durante la campaña de 1972, Cole se desempeñó como presidente de la rama de Ohio de una futura organización de votantes para la campaña de Nixon. Luego dejó la política, dedicando su tiempo libre a entrenar y mostrar caballos. En 1974, Cole se negó a comentar sobre la renuncia del presidente Nixon a raíz del escándalo Watergate, pero declaró en 1977 que sentía simpatía por él, aunque creía que su renuncia fue necesaria.
Safire, en su diccionario político publicado en 2008, recuerda que cuando le preguntó a Moore, algunos años después de la toma de posesión, si realmente había visto a la niña sosteniendo el cartel, o si lo había imaginado, «sus ojos adquirieron una mirada lejana». En columnas escritas en los últimos años antes de su muerte en 2009, Safire comentó que el letrero era «casi demasiado bueno para ser verdad», y dijo de Moore, «él pudo haber inventado eso».